# Olli Martikainen
Olavi (Olli) Martikainen, född 7 oktober 1920 i Kiihtelysvaara, död 21 april 1979 i Helsingfors, var en finländsk målare. 
Martikainen studerade 1949–1952 vid Finlands konstakademis skola och ställde ut första gången 1949. Han kallades Pikku-Olli  och uppmärksammades på Konstnärsgillets och Konstakademins utställningar under 1950- och 1960-talet. Han hörde till de udda och excentriska konstnärer, som med sitt blotta sätt att leva gjorde sig till legender under sin livstid; han betraktades av många som den siste verklige konstnärsbohemen. Sin intensivaste målarperiod upplevde han kanske under 1950-talet, och han har under långa perioder varit mer eller mindre bortglömd. Mörkstämda målningar, med utgångspunkter bland annat i Oktobergruppen, av ödsliga landskap eller ensamma figurer och figurgrupper, till exempel samlade kring lägerelden, dominerade hans motivkrets. Ibland kunde motiven vara kraftigt dynamiska med marscherande eller dansande gestalter, och i vissa fall blev tavlorna helt abstrakta. 
Martikainen saknade ett ordentligt hem, och när alkoholismen slutligen bröt ned honom, bodde han i en koja vid kärret i Mankans i Esbo. Nordiskt Konstcentrum på Sveaborg uppmärksammade honom med en utställning sommaren 1986, och Hyvinge konstmuseum ordnade en retrospektiv utställning kring honom 1987.